# Cantone di Berre-l'Étang
Il Cantone di Berre-l'Étang è una divisione amministrativa dell'arrondissement di Aix-en-Provence e dell'arrondissement di Istres.
A seguito della riforma approvata con decreto del 18 febbraio 2014, che ha avuto attuazione dopo le elezioni dipartimentali del 2015, è passato da 3 a 9 comuni.

## Composizione
I 3 comuni facenti parte prima della riforma del 2014 erano:
- Berre-l'Étang
- Rognac
- Saint-Chamas

Dal 2015 i comuni appartenenti al cantone sono i seguenti 9:
- Berre-l'Étang
- Cornillon-Confoux
- Coudoux
- La Fare-les-Oliviers
- Lançon-Provence
- Rognac
- Saint-Chamas
- Velaux
- Ventabren